# منطقه پیورا
منطقه پیورا (به اسپانیایی: Piura Region) یک منطقه در پرو است.
مساحت این منطقه  ۳۵۸۹۲٫۴۹ کیلومتر مربع و جمعیت آن ۱۶۳۰۷۷۲ نفر است.